# Huitzatarito
Huitzatarito es una localidad del estado mexicano de Guanajuato. Es parte del municipio de Abasolo.

## Demografía
| Gráfica de evolución demográfica |
|                                  |

| Censo | Población |
| ----- | --------- |
| 1900  | 224       |
| 1910  | 340       |
| 1921  | 394       |
| 1930  | 443       |
| 1940  | 471       |
| 1950  | 461       |
| 1960  | 65        |
| 1970  | 438       |
| 1980  | 925       |
| 1990  | 1 629     |
| 2000  | 2 113     |
| 2010  | 1 936     |
| 2020  | 2 132     |